# Liste von Persönlichkeiten aus Landau in der Pfalz
Die folgende Übersicht enthält bedeutende Persönlichkeiten mit Bezug zu Landau in der Pfalz, geordnet nach Ehrenbürgern und Personen, die in Landau gewirkt haben. Die Liste erhebt keinen Anspruch auf Vollständigkeit. Des Weiteren gibt es eine Liste mit Personen, die in Landau geboren wurden sowie eine mit Personen, die als Hochschullehrer am Campus Landau tätig waren oder sind.

## Ehrenbürger
- Wilhelm von Jeetze (1785–1852), bayerischer Generalmajor, 1849 Kommandant der Festung Landau[1]
- Johannes Birnbaum (1763–1832), Jurist und Präsident des Appellationsgerichts in Zweibrücken
- Julius Eichborn (1820–1887), Bürgermeister 1879–1887

Das Ehrenbürgerrecht ist die höchste Auszeichnung, die die Stadt Landau zu vergeben hat. Seit dem Jahr 1904 werden Personen mit dieser Auszeichnung geehrt.
- August Kaußler (1853–1935), Verleger
- Friedrich August Mahla II. (1860–1944), Bürgermeister 1905–1920
- August Ludowici (1866–1945), Stifter der Festhalle
- Ernst Maxon (1867–1952), Arzt
- Lorenz Orth (1872–1955), Lehrer und Politiker (ZENTRUM)
- Ludwig Ehrenspeck (1874–1958), Oberbürgermeister 1921–1935
- Wilhelm Bauer (1875–1972), Brennstoffhändler, Mitgründer und Vorsitzender der Landauer SPD (1905), Bürgermeister 1920–1924
- Konrad Geißelbrecht (1878–1963), Stadtbaumeister
- Ludwig Kohl-Larsen (1884–1969), Naturwissenschaftler
- Elisabeth Mahla (1889–1974), Mitbegründerin und Vorsitzende des Frauenrings
- Alois Kraemer (1899–1983), Oberbürgermeister von Landau 1946–1964
- Hans Moser (1900–1988), Apotheker
- Albert Weigel (1902–1985), katholischer Geistlicher, Dekan
- Walter Morio (1920–2008), Oberbürgermeister von Landau 1964–1984
- Werner Scharhag (1926–2007), Bürgermeister a. D.
- Friedrich Kardinal Wetter (* 1928), emeritierter Erzbischof des Erzbistums München und Freising; Verzicht am 9. Februar 2022[3]
- Hermann Lamott (1929–2012), Landauer CDU-Politiker
- Heinz Buckel (1929–2017), Landauer FDP-Politiker
- Christof Wolff (* 1941), Oberbürgermeister a. D.
- Hans-Dieter Schlimmer (* 1954), Oberbürgermeister a. D[4]

## Personen, die in der Stadt gewirkt haben
- Frederic Abel Senior (1822–1904), Tenor, Pianist, Dirigent und Musikpädagoge, in Landau geboren und aufgewachsen, wanderte 1849 in die Vereinigten Staaten aus, lebte über 30 Jahre in Detroit und prägte das dortige Musikleben mit
- Peter Altherr, Arzt, Träger des Bundesverdienstkreuzes
- Hermann Arnold (1912–2005), Sozialhygieniker
- Christine Baumann (* 1949), Politikerin, war vor Ort als Lehrerin tätig und saß von 1994 bis 2006 im Stadtrat
- Markus Becker (* 1971), deutscher Schlagersänger, lebt in Landau
- Ulla Berghammer (1887–1957), Politikerin, Mitglied im Stadtrat von Landau und in der verfassungsgebenden Versammlung von Rheinland-Pfalz
- Rainer Brüderle (* 1945), Politiker, wuchs in Landau auf
- Theodor Brünings (1839–1903), war 1871 bis 1875 war er Assessor und darüber hinaus Gemeinderat
- Johann Christoph von Buttlar (um 1650–1705), nahm an den gegen die Franzosen geführten Kämpfen um Landau in der Pfalz teil und starb vor Ort
- August Croissant (1870–1941), Maler, starb in Landau
- Gerhard Geis (1929–2015), von 1956 bis 1963 Kreisgeschäftsführer der Landauer CDU und ab 1956 Stadtratsmitglied
- Theodor Fugger von Glött (1823–1850), Freiheitskämpfer von 1849, 1850 in Landau hingerichtet (Gedenktafel auf dem hiesigen Friedhof)
- Elias Grünebaum (1807–1893), deutscher Rabbiner und Historiker, lebte in Landau
- Joseph Freiherr von Gumppenberg (1798–1855), bayerischer Generalmajor und Festungskommandant von Landau (Grab auf dem hiesigen Friedhof)
- Volker Hörner, Direktor der Evangelischen Akademie der Pfalz in Landau
- Horst Hoffmann, Vorstandsvorsitzender, Träger des Bundesverdienstkreuzes
- Werner Kern, Träger des Verdienstordens des Landes Rheinland-Pfalz
- Gerhard Koch, Trägerin des Verdienstordens des Landes Rheinland-Pfalz
- Anna Kuhn, Trägerin des Verdienstordens des Landes Rheinland-Pfalz
- Wilhelm Krumbach (1937–2005), Cembalist, Organist, Musikwissenschaftler, Rundfunkautor, Träger des Bundesverdienstkreuzes
- Emich IV. (um 1215–vor 1279), Fürst von Leiningen, Gründer der Stadt
- Rudi Löffel, Träger des Bundesverdienstkreuzes
- Christian Friedrich Maurer (1847–1902), Historiker und Dramatiker
- Rolf Meder, Träger des Bundesverdienstkreuzes
- Hans Merkel (1892–1978), Unternehmer, Träger des Bundesverdienstkreuzes
- Georg von Mölter (1775–1846); bayerischer Generalmajor, Kommandant der Festung Landau (Grab auf dem hiesigen Friedhof)
- Joseph de Montclar (1625–1690), Generalleutnant von Ludwig XIV., starb vor Ort
- Carl Friedrich Müller-Palleske (1856–1930), Dramatiker
- Hans Ostermaier, Redakteur, Träger des Bundesverdienstkreuzes
- Karl Freiherr von Pflummern (1787–1850), bayerischer Generalmajor, Kommandant der Festung Landau (Grab auf dem hiesigen Friedhof)
- Erhard Rieß, Träger des Verdienstordens des Landes Rheinland-Pfalz
- Anna Ritzmann, Gemeindeschwester, Trägerin des Verdienstordens des Landes Rheinland-Pfalz
- Gerlinde Rahm, Träger des Bundesverdienstkreuzes
- Georg Rothöhler, Träger des Verdienstordens des Landes Rheinland-Pfalz
- Tasso Rubenbauer, Ordensschwester, Trägerin des Bundesverdienstkreuzes
- Hans-Jürgen Sack, Leitender Oberstaatsanwalt, Träger des Bundesverdienstkreuzes
- Günter Scharhag, Träger des Bundesverdienstkreuzes
- Hedwig Schmadel, Trägerin des Verdienstordens des Landes Rheinland-Pfalz
- Saskia Scholten, Trägerin des Bundesverdienstkreuzes, für die Pflege der Partnerschaft zwischen den deutschen und ruandischen Pfadfinder
- Georg Sprung, Träger des Verdienstordens des Landes Rheinland-Pfalz
- Karl Adolf Strack (1923–2008), Unternehmer, Träger des Bundesverdienstkreuzes
- Ilse Wambsganß, Träger des Bundesverdienstkreuzes
- Herbert Waldenberger (1935–2017), Politiker (CDU)
- Ingo Weidig, Träger des Verdienstordens des Landes Rheinland-Pfalz
- Horst Wild (* 1943), spielte 1973/74 beim ASV Landau
- Hubert Willeitner (1932–2018), Forstwissenschaftler und Holzbiologe, wuchs in Landau auf